# Джеймі Міллер
Джеймі Міллер (англ. Jamie Miller; нар. 9 вересня 1997, Кардіфф, Уельс) — британський співак і композитор. Він підписав угоду з Atlantic Records і зараз працює над своїм дебютним альбомом.

## Життєпис
Міллер народився в Кардіфф, Уельс. Він почав співати, коли йому було всього п'ять років. Будучи підлітком, він публікував кавери та оригінальну музику на своєму YouTube-акаунті. 
Спочатку Міллер зареєструвався на «The X Factor UK», але, на жаль, не пройшов кастинг. Але кілька разів пізніше, у 2017 році, Міллер спробував ще один шанс, приєднавшись до прослуховування шостого сезону «The Voice UK». Він успішно пройшов прослуховування і був обраний одним із членів команди Дженніфер Гадсон. Після приходу в «The Voice» він завжди проходив різні відбори, починаючи від сліпого прослуховування, батл-раунду, живого шоу, півфіналу та фіналу. У фінальному епізоді він посів перші 3 місця.
У 2020 році, коли в липні 2020 року він випустив свій перший сингл під назвою «City That Never Sleeps».
Потім Міллер випустив свої наступні сингли, такі як «Onto Something» (2020), «Hold You ‘Til We’re Old» (2021) і «Here’s Your Perfect» (2021).
У 2022 році Міллер у своєму першому міні-альбомі «Broken Memories» удосконалив свою поп-музику, ритм-енд-блюз і соул.

## Дискографія

### Сингли
- «The City That Never Sleeps» (2020)[7][8]
- «All I Want for Christmas Is You» (2020)[9]
- «Onto Something» (2020)
- «Hold You 'Til We're Old» (2021)
- «Here's Your Perfect» (2021)[10]
- «Running Out of Roses» (з Алан Вокер) (2021)
- «I Lost Myself In Loving You» (2022)[11]
- «Last Call» (2022)

### Альбом
- «Broken Memories» (2022)